# 抗核抗体
抗核抗体（こうかくこうたい、英: Anti-nuclear antibody; ANA）とは、自己の細胞中にある細胞核を構成する成分を抗原とする自己抗体の総称である。膠原病が疑われた場合のスクリーニング検査として利用される。

## 分類
通常は間接蛍光抗体法（fluorescent ANA、FANA）により測定される。染色形態から以下に分類される。
| 和文名                     | 英文名                                          | 代表的抗体                                                                                     |
| -------------------------- | ----------------------------------------------- | ---------------------------------------------------------------------------------------------- |
| 均等型                     | homogeneous pattern                             | 抗ds,ssDNA抗体、抗ヒストン抗体、抗mi-2,pm-1抗体                                                |
| 辺縁型                     | peripheral pattern（shaggy pattern）            | 抗ds,ssDNA抗体                                                                                 |
| 斑紋型                     | speckled pattern                                | 抗RNP抗体、抗Sm抗体、抗SS-A,SS-B抗体、抗Scl-70抗体、抗Ku抗体、抗Ki抗体、抗PCNA抗体、抗RANA抗体 |
| 核小体型                   | nucleolar pattern                               | 抗Scl-70抗体、抗PCNA抗体                                                                       |
| 細胞質型                   | cytoplasmic pattern                             | 抗Jo-1抗体、抗リボソーム抗体、抗ミトコンドリア抗体                                             |
| PCNA型                     | proliferating cell nuclear antigen pattern      | 抗PCNA抗体                                                                                     |
| セントロメア型(散在斑紋型) | centromere pattern（discrete speckled pattern） | 抗セントロメア抗体                                                                             |

均等型
核全体が核小体も含めて均一に染色されるパターン
辺縁型
核の辺縁が中心より濃く染まるパターン
斑紋型
核全体に斑点状の蛍光が認められるパターン
核小体型
核小体が染色されるパターン
細胞質型
細胞質全体が染色されるパターン
散在斑紋型
核内にまばらな50個前後の顆粒状の蛍光を認めるパターン

## 測定の注意
欧州リウマチ学会からANA測定の25項目のリコメンデーションが示されている。それによると臨床の現場で汎用されているHEp-2細胞（ヒト喉頭癌由来培養細胞）を基質としたFANAでは160倍以上を陽性とすること。FANA結果の記載には必ず陽性と判断した希釈倍率と染色型を併記する。特異的なANAの場合、測定した抗体がどのような方法で測定されたのか併記すること。全身性エリテマトーデスにおける抗DNA抗体など繰り返し測定する抗体は同じ方法で行うこと。FANAの結果に関わらず、病態と関連が報告されている自己抗体は（SLEの妊娠合併症と抗SS-A/Ro抗体や抗リン脂質抗体など）は必要に応じて別途測定することなどが記載されている。

## 意義
抗核抗体の結果のみで診断を確定することは困難であるが、高力価陽性であった場合は膠原病を疑う根拠になる。40倍未満を陰性とし、健常者における陽性率はおおむね40倍以上25～30%、80倍以上10～15％、160倍以上5％とされている。日本では健常人の26.8％が40倍希釈で陽性となる。しかしほとんどが160倍未満の低力価である。その一方で膠原病患者の大部分は160倍以上の高抗体価に分布する。一般的なスクリーニング上のカットオフは160倍とされる。EULAR/ACRの全身性エリテマトーデス2019分類基準では抗核抗体のカットオフを80倍にしている点に注意が必要である。抗核抗体は膠原病のスクリーニング検査であるが抗核抗体が陰性であっても膠原病を否定することにはならない。抗SS-A/Ro抗体単独陽性者はしばしば抗核抗体陰性である。また抗Jo-1抗体では抗原が細胞質に局在するため抗核抗体は陰性と判断されることもある。抗核抗体の結果と臨床診断が一致しない場合は疑っている疾患の特異的抗体を測定するべきである。
抗核抗体が軽度陽性であったとしても臨床的意義がない（膠原病の診断基準を満たさない）ものが殆どであり、抗体陽性で、即、膠原病、甲状腺疾患、慢性肝炎である場合はごく僅かである。また膠原病の中にも抗核抗体が診断に影響しないものがある。
ANA関連膠原病
全身性エリテマトーデス (SLE)、全身性硬化症 (SSc)、シェーグレン症候群 (SjS)、皮膚筋炎 (DM)、多発性筋炎 (PMS)、混合性結合組織疾患 (MCTD) があげられる。これらの疾患はSLE以外は特異的な症状があり、抗核抗体を測る前にそれらの症状の有無を確認しなければ、検査結果の判断は難しくなる。例えば、SScならば皮膚硬化、SjSならば乾燥症状、皮膚筋炎、PMSならばゴットロン徴候、ヘリオトロープ疹、筋力低下、MCTDならば、ソーセージ指やレイノー症状があげられる。抗核抗体の特異性が高いとされているのはSLE、SSc、MCTDである。特異的抗体としてはSLEにおける抗dsDNA抗体、抗Sm抗体、SScにおける抗Scl抗体、抗セントロメア抗体、MTCDにおける抗U1RNP抗体、SjSにおける抗SS-A抗体、抗SS-B抗体、DM、PMSにおける抗Jo-1抗体などがあげられる。上記特異的な症状がなく、抗核抗体を測るような場合とは、特異的な症状を示さない膠原病を疑う時であり、それは通常はSLEのことになる。SLEは発症時には特異的症状に欠けるのが特徴である。SLEの診断にはSLEの分類基準 (感度96%、特異度96%) を用いるのが一般的である。SLEの分類基準は11の項目からなり4つ以上を満たすとSLEとなる。抗体以外の項目で9つの項目があるため、そのなかで最低2つの項目に合致しなければ抗核抗体を測定しても診断的な意義はない。すなわち、関節炎、漿膜炎、痙攣、精神病、血球減少、持続性蛋白尿、円柱、皮疹 (蝶形紅斑、ディスコイド疹)、無痛性口腔内潰瘍 (口腔上部に多い) のうち2つ以上認められるとき、抗核抗体、抗dsDNA抗体、抗Sm抗体、抗リン脂質抗体を特定する意義が生まれる。このような使い方をしていればSLEを強く疑う時、あるいはSLEを否定したいときに抗核抗体は強い武器となる。
ANA陰性の膠原病
抗核抗体が診断に影響しない膠原病としては血管炎、血清反応陰性脊椎炎、関節リウマチ、リウマチ性多発筋痛症、ベーチェット病、成人スティル病などがあげられる。これらの疾患では抗核抗体が診断に影響しないだけであって、抗核抗体が陰性でなければならないわけではない。健常者でも抗核抗体が陽性となるように、これらの疾患の患者でも抗核抗体が陽性となる場合は多々ある。
ANCA関連血管炎
顕微鏡的多発血管炎 (MPA)、アレルギー性肉芽腫性血管炎 (AGA)、多発血管炎性肉芽腫症 (GPA) があげられる。抗好中球細胞質抗体 (ANCA) を測るのはMPA、WG、AGAを疑ったときであるため、急性ないし慢性の腎障害、持続性蛋白尿、原因のはっきりしない肺陰影、喀血、紫斑、多発性単神経炎、鼻中隔穿孔を認めたら測定する。血清における陽性率はAGAで50%、WGの活動期で90%、MPAで70%であるためANCA陰性であってもANCA関連血管炎の可能性を否定はできない。腎生検などによる免疫染色は若干陽性率が上がる傾向がある。

## 種類
「抗核抗体」は総称であり、以下が存在する。
- 抗可溶性抗原抗体（Anti-ENA：Extractable nuclear antigen）
  - 抗SS-A抗体（Anti-Ro）
  - 抗SS-B抗体（Anti-La）
  - 抗Sm抗体（Anti-Smith antigen）
  - 抗nRNP抗体（Anti-nuclear ribonucleoproteins）
  - 抗Scl-70抗体（topoisomerase I）
  - 抗Jo-1抗体
- 抗gp-210抗体（nuclear pore gp-210）
- 抗p62抗体（Nucleoporin 62）
- 抗dsDNA抗体（double-stranded DNA）
- 抗セントロメア抗体（Anti-centromere）